# 趙顯章
趙 顯章（チャオ・シャンチャン、1991年8月9日 - ）は、台湾（中華民国）・台北市出身のハンドボール選手。日本ハンドボールリーグの豊田合成所属。

## 経歴
2015年12月21日に日本ハンドボールリーグの琉球コラソンと契約に合意。背番号は「88」。琉球としては初の外国人選手となる。2015-16年シーズンは8試合に出場し、フィールドゴールは47得点を記録した。
2016年5月31日に琉球コラソンと1年契約を結んだ。背番号を「30」へ変更。2016-17年シーズンはフィールド得点賞（101点）、ベストセブン賞を受賞した。
2017年8月15日に豊田合成と契約。背番号は「9」。2017-18年シーズンはリーグ8位の110得点を記録し、ベストセブン賞を受賞した。
2018-19年シーズンは3年連続でベストセブン賞を受賞。

## 詳細情報

### 年度別成績
| 年       | チーム   | 試合 | フィールド 得点 | 率   | 7m  | 合計    | 警告 | 退場 | 失格 |
| -------- | -------- | ---- | --------------- | ---- | --- | ------- | ---- | ---- | ---- |
| 2015-16  | 琉球     | 8    | 47/82           | .573 | 0/0 | 47/82   | 5    | 7    | 0    |
| 2016-17  | 琉球     | 16   | 101/194         | .521 | 0/0 | 101/194 | 5    | 5    | 0    |
| 2017-18  | 豊田合成 | 23   | 110/204         | .539 | 0/0 | 110/204 | 8    | 20   | 1    |
| 2018-19  | 豊田合成 | 24   | 116/196         | .592 | 0/0 | 116/196 | 9    | 15   | 1    |
| JHL：4年 | JHL：4年 | 71   | 374/676         | .553 | 0/0 | 374/676 | 27   | 47   | 2    |

- 各年度の太字はリーグ最高

### JHLプレーオフ
| 年      | チーム   | 試合                       | フィールド 得点 | 率   | 7m  | 合計  | 警告 | 退場 | 失格 |
| ------- | -------- | -------------------------- | --------------- | ---- | --- | ----- | ---- | ---- | ---- |
| 2017-18 | 豊田合成 | 大同特殊鋼戦 (1stステージ) | 2/3             | .667 | 0/0 | 2/3   | 0    | 0    | 0    |
| 2018-19 | 豊田合成 | トヨタ車体戦 (2ndステージ) | 10/14           | .714 | 0/0 | 10/14 | 0    | 1    | 0    |

### タイトル・表彰

#### 日本ハンドボールリーグ
- ベストセブン賞：3回 (2016年・2017年・2018年)
- フィールド得点賞：1回 (2016年)

### 記録

#### 日本ハンドボールリーグ
- フィールドゴール初得点：2016年2月11日、対豊田合成戦（沖縄県立武道館アリーナ棟）[10]

### 背番号
- 88 (2015年 - 2016年)
- 30 (2016年 - 2017年)
- 9 (2017年 - )